# ريو (مدرسة)

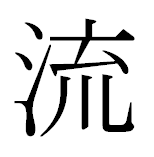

ريو (باليابانية: 流 تستخدم بشكل رئيسي كبادئة تعني النوع، الشكل، السلوك، النظام أو المدرسة) هو حرف كانجي ياباني يدل على أي مدرسة في أي فرع من فروع المعرفة.
تستخدم هذه الكلمة في اللغة الإنجليزية للدلالة على مدارس الفنون القتالية اليابانية، رغم أنها يمكن أن تكون مستخدمة في فروع أخرى (مثل الكوريو وسوجيتسو ريو في الإيكيبانا وكانتي ريو في الشودو إلخ)

## الريو في الفنون القتالية
الفنون القتالية اليابانية عادة ما تصنف إلى مدارس أو ryūha. عادة ما يكون لكل أسلوب منهجه، ورتبه ونظام الترخيص الخاص به. وقد يكون ما سبق مبنيًّا على الأسلوب الأصل أو مجموعة من المصادر التي تكون خلفية النظام.
قد يكون اسم الأسلوب له معنى خاص أو ببساطة قد يكون منطقة. مثل توياما-ريو سميت بهذا الاسم نسبة إلى أكاديمية توياما العسكرية في اليابان. وبالمقابل، أسلوب غوجوريو الذي هو أسلوب «القساوة والنعومة»، والذي يدل على التقنيات الخاصة والعناصر الموضوعية التي تكون «توقيعا» للأسلوب. وأحيانا قد يخلط بين هذا واسم الدوجو (كما في الشوتوكان ريو كاراتيه)
الممارسون ذوو المستوى المرتفع من أسلوب معترف به قد ينشقون ويكونون أساليبهم المشتقة بناء على خبرتهم الشخصية أو تفسيرهم الخاص. وأحيانا قد يكون هذا مشجعا من قبل الأسلوب الأصل، ولكن في بعض الأحيان قد يمثل هذا انشقاقًا فكريًّا بين الأعضاء المتقدمين في هذا الأسلوب. وأحيانا يتم هذا ببساطة لأجل أسباب «تسويقية» أو لضبط نظام ما ليتناسب مع أزمان حديثة.
لا يوجد أي نظام موحد للترخيص أو التصنيف حول كل المدارس. الشخص ذو التصنيف المرتفع أو الحزام الأسود في أسلوب ما لا يتوافق بالضرورة مع فهم مستوى مرتفع في أسلوب آخر أو مجموعة من الأساليب. هناك العديد من المدارس في اليابان قد وجدت منذ مئات عديدة من السنين، كما كان هناك المزيد من المدارس قد أنشئت في العصر الحديث. مبدأ تنظيم نظام ما وتدوينه ليس بالتأكيد مبدأ يابانيًّا أو من خارج آسيا فقط؛ لأن هناك العديد الأساليب العالمية أو الأجنبية قد تتبنى تسمية ومنهجية مدارس الكوريو بوجتسو لأجل إضفاء جو من الغموض أو الشرعية على نظامها، أو ببساطة كطريق لإظهار الاحترام لجذورها وخلفيتها.

## اقرأ أيضًا
- Kenkyusha's New Japanese-English Dictionary, Kenkyusha Limited, Tokyo 1991, (ردمك 4-7674-2015-6)
- The Compact Nelson Japanese-English Character Dictionary, Charles E. Tuttle Publishing Co., Inc. (ردمك 0-8048-2037-6)

## وصلات خارجية
- Article about Koryu - North American Bugei Society
- What is a 'Ryu'? نسخة محفوظة 1 نوفمبر 2006 على موقع واي باك مشين., an article by Wayne Muromoto.